# Desmodium lamprocarpum
Desmodium lamprocarpum är en ärtväxtart som beskrevs av William Botting Hemsley. Desmodium lamprocarpum ingår i släktet Desmodium och familjen ärtväxter. Inga underarter finns listade i Catalogue of Life.